# Rhithrogena teberdensis
Rhithrogena teberdensis is een haft uit de familie Heptageniidae. De wetenschappelijke naam van de soort is voor het eerst geldig gepubliceerd in 1977 door Zimmermann.
De soort komt voor in het Palearctisch gebied.